# 6140 Kubokawa
6140 Kubokawa eller 1992 AT1 är en asteroid i huvudbältet som upptäcktes den 6 januari 1992 av de båda japanska astronomerna Kazuro Watanabe och Kin Endate vid Kitami-observatoriet. Den är uppkallad efter den japanska astronomen Kazuo Kubokawa.
Asteroiden har en diameter på ungefär 5 kilometer.